# 官滩乡
官滩乡，是中华人民共和国山西省长治市沁源县下辖的一个乡镇级行政单位。2021年3月5日，撤销官滩乡、景凤乡，合并设立景凤镇。以原官滩乡和原景凤乡的行政区域为景凤镇的行政区域，镇人民政府驻景凤村。

## 行政区划
官滩乡下辖以下地区：
。